# Tennisbal

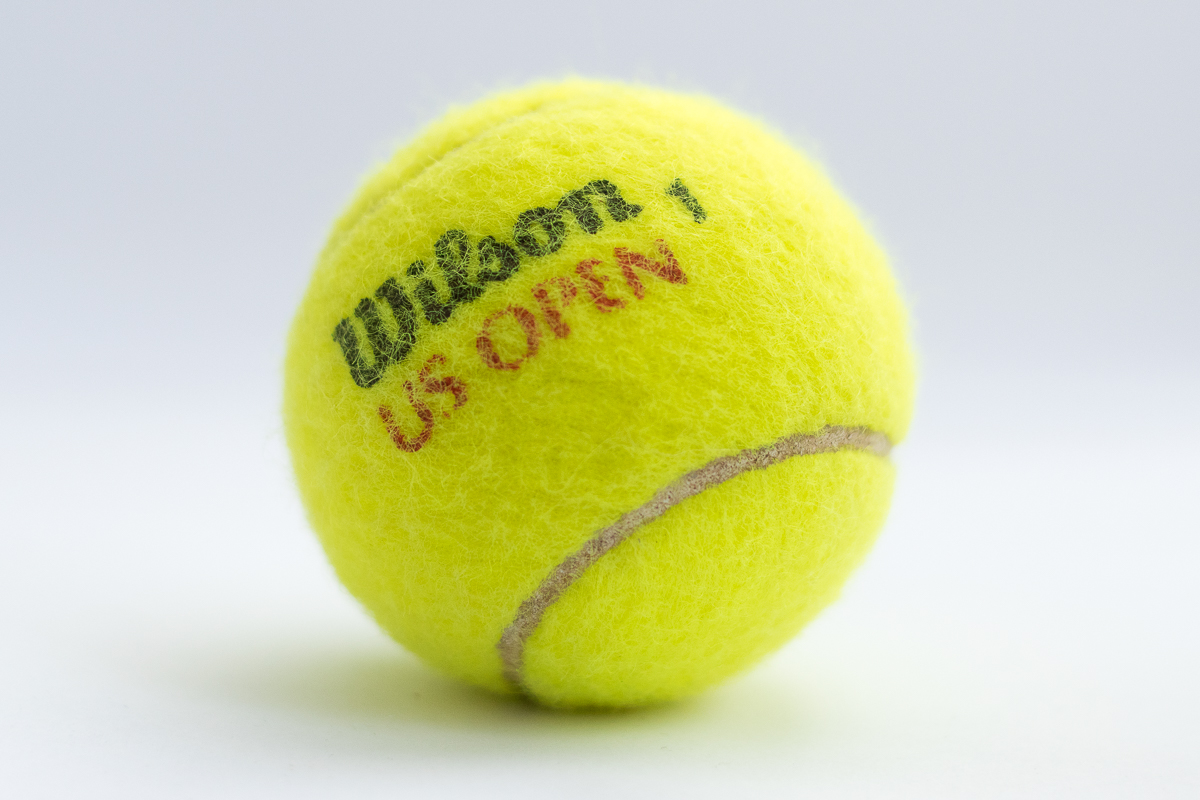
Een gasgevulde tennisbal en tevens de officiële wedstrijdbal bij de US Open.

Een tennisbal is een  bal die wordt gebruikt bij tennis. Er wordt tegenaan geslagen met een tennisracket en met de bal worden punten gescoord. Er zijn verschillende soorten tennisballen voor verschillende baansoorten en weertypen. De meest voorkomende kleur is fluorescerend geel met een lichtgekleurde kromme streep.

## Samenstelling
Vroeger werden tennisballen gemaakt van leder gevuld met haar of wol, tegenwoordig zijn ze van rubber, hol en van buiten bedekt met vilt. De haartjes van dit vilt verbeteren de aerodynamische eigenschappen. De ITF schrijft de regels van grootte en gewicht van de tennisbal voor. Tennisballen zijn traditioneel groen, geel of oranje met witgrijze lijnen.
Voor diameter, massa en stuiterhoogte van de ballen zijn normen vastgelegd; voor de snelste categorie ballen ("type 1") luiden deze:
- de diameter van de bal moet tussen de 65,4 en 68,6 mm (2,57-2,70 inch) zijn;
- de massa tussen de 56,0 en 59,4 gram;
- de stuiterhoogte: de bal moet tussen de 1,38 en 1,51 meter hoog opstuiteren van een betonnen ondergrond, als hij van ongeveer 2,54 m (100 inch) hoogte wordt losgelaten.

### Kleurstelling
Er worden in de professionele tenniswereld bijna uitsluitend gele tennisballen gebruikt. Bij training kunnen wel andere kleuren worden gebruikt. Geel-groene ballen zijn extra zachte ballen, die worden gebruikt bij mini's (jonge tennisspelers, meestal tot 7 jaar). Oranje-gele ballen zijn extra hard. Ze zijn erg geschikt om te worden afgeschoten door ballenmachines. Omdat ballenmachines veel gebruikt worden bij trainingen, worden ze ook veel gebruikt in de rest van de training (om economische redenen).

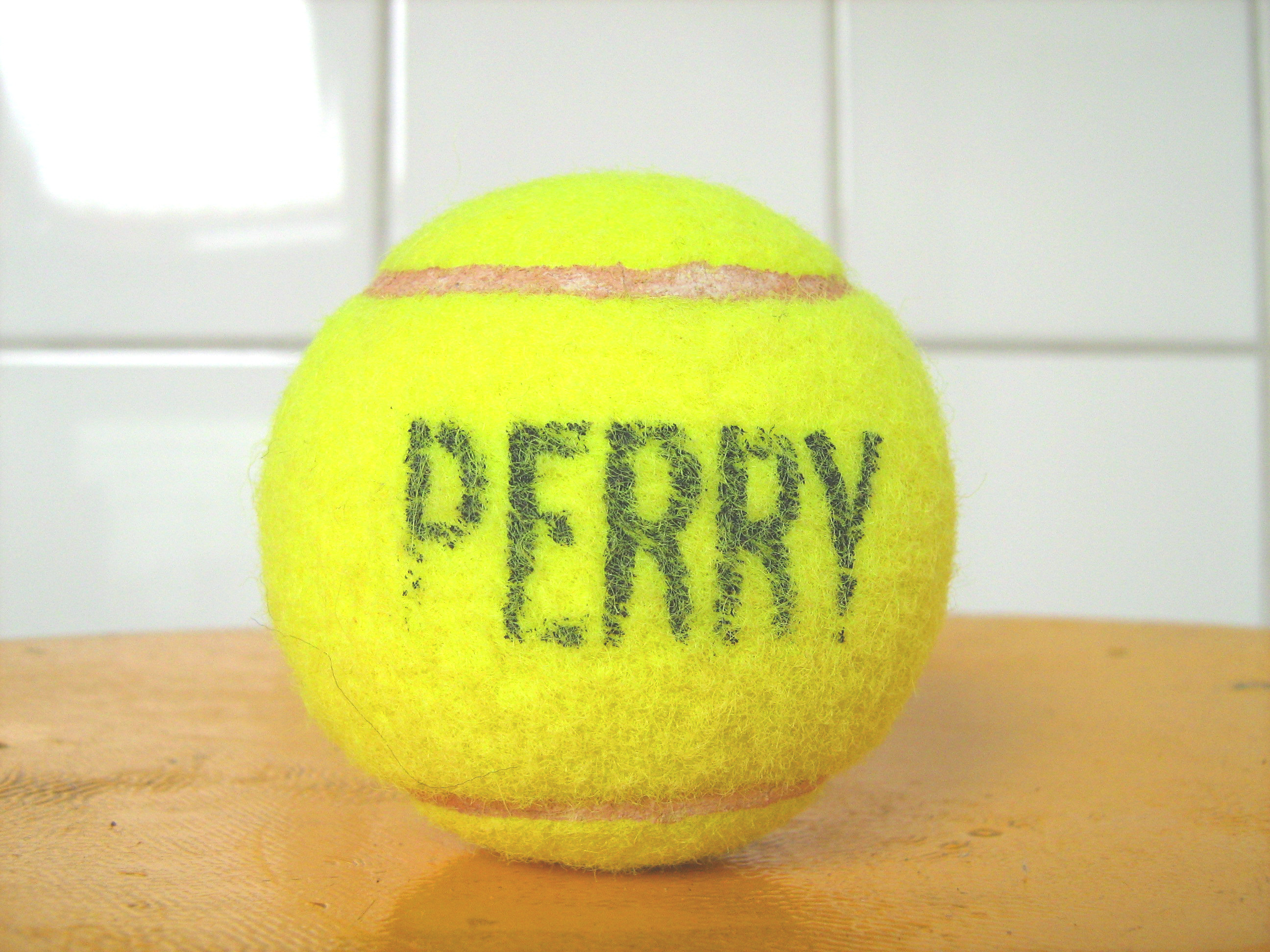
Een drukloze tennisbal

### Typen
Er zijn twee soorten tennisballen:
- gasgevulde ballen
- drukloze ballen

Gasgevulde tennisballen spelen doorgaans comfortabeler dan drukloze ballen en worden veel gebruikt in wedstrijden. Ze worden onder druk (2 bar) opgeslagen in een hermetisch afgesloten blik. Als het blik eenmaal is geopend, verliezen de ballen als gevolg van gasdiffusie geleidelijk hun druk. Hierdoor is er in vergelijking met drukloze ballen sneller sprake van veroudering.

### Grand Slam Sponsorcontracten
- Op Wimbledon wordt al sinds 1902 met tennisballen van het merk Slazenger gespeeld. Het is de langstlopende sportsponsor-overeenkomst in de tenniswereld.
- Op Roland Garros worden tennisballen van het merk Wilson gebruikt. Meer specifiek zijn dit de 'Wilson Roland Garros All Court' ballen. Deze ballen zijn speciaal ontworpen voor gravelbanen en worden sinds 2020 gebruikt op dit grandslamtoernooi, als opvolger van Babolat.
- Op het US Open worden Wilson-tennisballen gebruikt. Meer specifiek, de Wilson US Open tennisbal is de officiële bal van dit grandslamtoernooi sinds 1978.
- Op het Australian Open wordt gespeeld met Dunlop-tennisballen, specifiek de Dunlop Australian Open-bal. Deze bal is speciaal ontwikkeld voor het toernooi en wordt gebruikt op alle ondergronden.